# Souransan-Tomoto
Souransan-Tomoto es una comuna de Malí, ubicada en el círculo de Kita, en la región de Kayes. Según el censo de 2009, tiene una población de 4105 habitantes.
Está ubicada al oeste del país y al sureste de la región de Kayes, cerca de la frontera con la República de Guinea y la región de Kulikoró.